# Vojens
Vojens je malé město ve středu jižní části Jutského poloostrova v Dánsku. Je sídlem stejnojmenné obce. V roce 2014 zde bydlelo 7655 lidí.

## Historie
Dějiny města jsou spojeny s železnicí; prochází jím trať z Fredericie do Padborgu, otevřená roku 1864. Sídlí zde také firma Gram, zabývající se výrobou chladniček. Nedaleko města leží letecká základna Skrydstrup.
Nachází se zde farní kostel Vojens kirke z roku 1925.

## Sport
Město má bohatou historii v motocyklových závodech na ploché dráze, přičemž na místní dráze se dvakrát konalo finále mistrovství světa.
Zimní stadion Frøs Arena je sídlem hokejového klubu SønderjyskE Ishockey, devítinásobného mistra Dánska a vítěze Kontinentálního poháru 2019/20.